# Benka Pulko
Benka Pulko (15 de mayo de 1967) es una viajera mundial, poseedora de un récord mundial Guinness, autora y fotógrafa eslovena.

## Biografía
Pulko es licenciada en biología, tiene formación especializada en terapia de masaje y ha sido educadora. Se ganó la atención de los medios de comunicación por viajar a los siete continentes en su motocicleta. El 19 de junio de 1997, Benka Pulko partió de su ciudad natal, Ptuj (Eslovenia), en una motocicleta BMW F650. Regresó a Ptuj el 10 de diciembre de 2002, habiendo establecido un récord mundial Guinness por el viaje en moto más largo jamás realizado por una mujer, tanto en distancia, 111.856 millas (180.015 km), como en duración, 2.000 días. Además, se convirtió en la primera mujer motociclista en llegar a la Antártida (el aventurero japonés Shinji Kazama llegó al Polo Sur en 1991/92), y en la primera mujer en cruzar Arabia Saudí en solitario.
Tras regresar a su país, Pulko fue elegida mujer eslovena del año 2003 por los lectores de Jana, la revista femenina más antigua de Eslovenia. La revista Playboy también la situó en el puesto 16 de las mujeres más influyentes de Eslovenia en 2003.

## Trabajo

### Periodismo
Además de aventurera, Pulko tiene una amplia experiencia como periodista, y sus artículos han aparecido en unas 50 publicaciones de Nueva Zelanda, Sudáfrica, Emiratos Árabes Unidos, Japón y Estados Unidos. En Eslovenia, sigue siendo colaboradora habitual de revistas y periódicos nacionales como Jana, Delo, Dnevnik, Večer, 7D, Primorske novice, Štajerski tednik y otros.

### Fotografía
Durante su viaje récord, Pulko comenzó a fotografiar a las personas y los lugares que conoció. Desde su regreso, ha presentado estas fotografías en más de 40 exposiciones individuales.

### Literatura
El primer libro de Pulko, Po Zemlji okoli Sonca (La vuelta al mundo alrededor del sol), un libro de gran formato que relata su viaje en fotos y palabras, se convirtió en el libro de mesa de café más rápidamente vendido de la historia de Eslovenia. En la 19.ª edición de la Feria Nacional del Libro de Liubliana, se llevó el premio a la mejor publicación en general, así como el premio a la preimpresión.
En 2005, Pulko proporcionó la foto de portada y fue coautor del libro Biseri sveta v očeh slovenskih popotnikov (Joyas del mundo) junto con otros aventureros eslovenos como Zvone Šeruga y Arne Hodalić.
Obrazi sveta / Faces of the World es un catálogo de exposición, en inglés y esloveno, que detalla su exposición fotográfica del mismo nombre.
El libro más exitoso de Pulko hasta la fecha, Pocestnica, también se publicó en 2007. En la presentación del libro, el presidente de Eslovenia, Danilo Türk, el alcalde de la capital eslovena, Zoran Janković, y otras personalidades presentaron extractos al público.
Dve ciklami ali Na svetu je dovolj prostora za vse ("Dos flores amargas o hay espacio suficiente para todos") supone la primera incursión de Pulko en la literatura infantil. El libro fue premiado en el Concurso Internacional de Literatura Infantil de Schwanenstadt (Austria).
Otroci sveta (Niños del mundo) es una colaboración con la conocida autora eslovena de literatura juvenil Janja VIdmar.

### Actividad humanitaria
Mientras viajaba por Dharamsala (India), Pulko se sintió conmovida por la difícil situación de los niños de la diáspora tibetana. Como resultado, lanzó la organización humanitaria "Believe in Yourself and Kickstart the World". El objetivo principal de la fundación es promover, fomentar y apoyar la educación de los niños con oportunidades limitadas en distintas partes del mundo. La organización se centra principalmente en ofrecer becas a los estudiantes de la Aldea Infantil Tibetana y en garantizar que las estudiantes tengan las mismas oportunidades educativas.

### Documentales
Black and White Rainbow o Črno - bela mavrica (2009), grabada en inglés y esloveno, presenta una visión de la vida de la comunidad tibetana exiliada. Complementa la exposición de Pulko, de nombre similar, que incluye mandalas budistas pintados a mano.
Others Before Self / Drugi pred menoj (2013), se centra en la filosofía educativa y social que hay detrás del sistema de escuelas de las Aldeas Infantiles Tibetanas. La película incluye la entrevista de Pulko con el 14.º Dalai Lama.

## Trabajos
- Po Zemlji okoli Sonca (UndaraStudio, libro de viaje de mesa de café, Slovene lengua, 2003);
- Biseri sveta v očeh slovenskih popotnikov (Mladinska knjiga, coautor, libro de viaje de mesa de café, Slovene lengua, 2005);
- Obrazi sveta / Caras del Mundo (UndaraStudio, catálogo de foto, Slovene/lengua inglesa, 2007);
- Pocestnica (UndaraStudio, autobiografía, Slovene lengua, 2007);
- Dve ciklami ali Na svetu je dovolj prostora za vse (UndaraStudio, el libro de los niños, Slovene lengua, 2009);
- Dos Flores Ácidas o hay Bastante Habitación para Todo el mundo (UndaraStudio, el libro de los niños, lengua inglesa, 2011);
- Circling El Sol (UndaraStudio, libro de viaje de mesa de café, lengua inglesa, 2011);
- Kickstart - Als Frau Solo mit dem Motorrad um dado Welt (Malik Nacional Geográfico, autobiografía, lengua alemana, 2012);
- 5,5: jedna žena, jedan motor, sedam kontinenata (Globtroter Bečkerek, autobiografía, lengua serbia, 2012);
- Niños del Mundo (UndaraStudio, coautor con Janja Vidmar, literatura de adulto joven, Slovene lengua, 2013).